# Ernst Arbman
Ernst Gottfrid Arbman, född 12 april 1891 i Sundsvall, död 16 november 1959 i Stockholm, var en svensk religionshistoriker.

## Biografi
Ernst Arbman växte upp i Borgsjö socken där fadern, Olof Emanuel Arbman, var kontraktsprost, och avlade studentexamen vid Östersunds högre allmänna läroverk år 1909. Han började därefter studera teologi vid Uppsala universitet, där han blev teologie kandidat 1914, men övergav tankarna på prästvigning och fortsatte i stället sina studier, nu med sanskrit som huvudämne. Arbman blev filosofie doktor vid Uppsala universitet 1922, docent i indisk filologi samma år och i religionshistoria 1923. Han var professor i religionshistoria vid Stockholms högskola 1937–1958.
Arbman sysslade i sitt vetenskapliga författarskap främst med fornindisk religion, bland annat i avhandlingen Rudra. Untersuchungen zum altindischen Glauben und Kultus (1922) och Untersuchungen zur primitiven Seelenvorstellung mit besonderrer Rücksicht auf Indien (1926). I slutet av 1920-talet övergick han till studier av naturreligionerna, och utredde bland annat utförligt begreppet "mana" i arbetet Seele und Mana (1931). Som professor vid Stockholms högskola fördjupade han sig främst i studier av den religiösa mystikens och extasens väsen.
Arbman skrev även ett stort antal tidskriftsartiklar som behandlar olika sidor av svenskt folkliv, folktraditioner och folkminnen, och han var särskilt intresserad av norrländsk spelmansmusik.
Som violinist spelade han både spelmansmusik och klassisk musik, det senare främst i Norrlands nations kapell i Uppsala, och han kallades till hedersledamot av Norrlands nation år 1937.
Han invaldes som ledamot av Kungliga Vitterhetsakademien 1959.
Olof Johannes Arbman var hans bror.
Ernst Arbman är gravsatt på Borgsjö gamla kyrkogård.